# Euryceros prevostii
Euryceros prevostii là một loài chim trong họ Vangidae.

## Hình ảnh

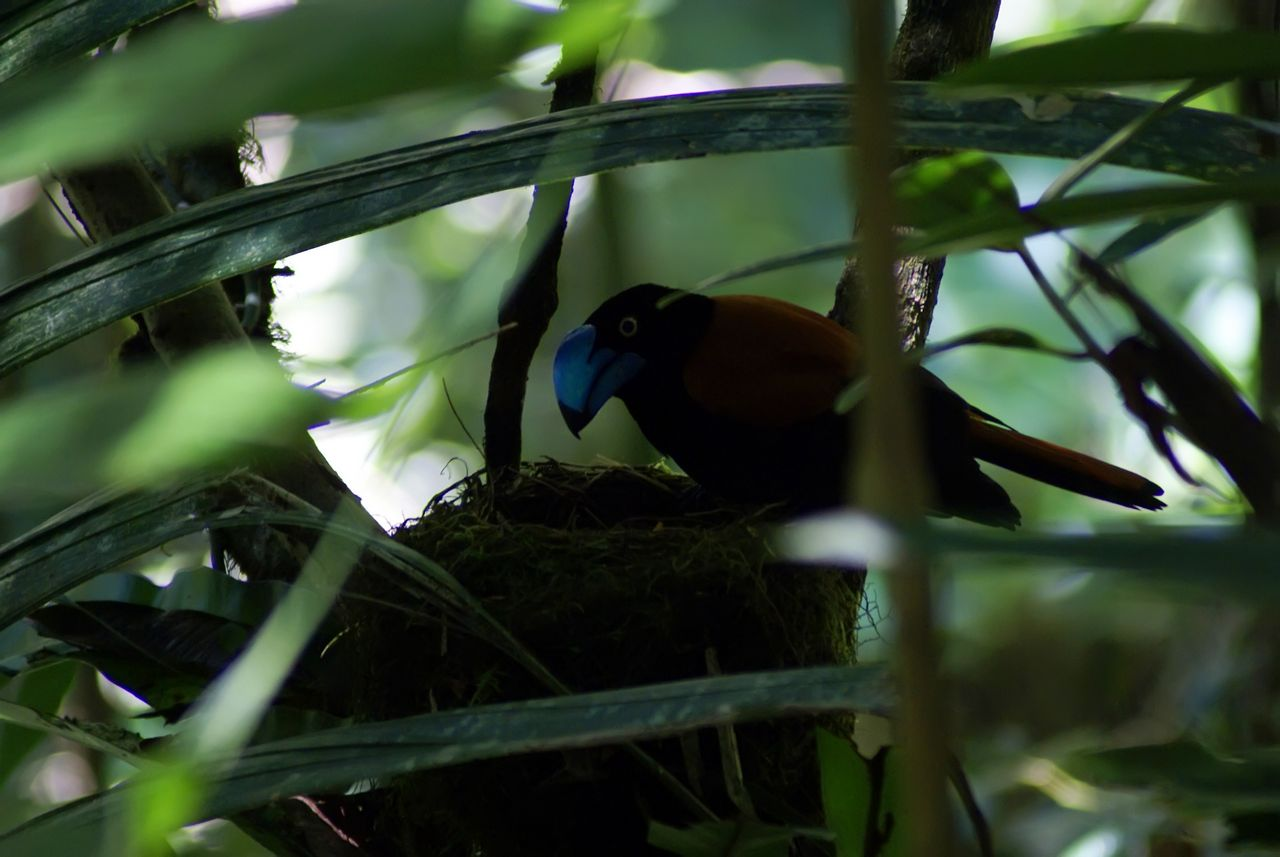
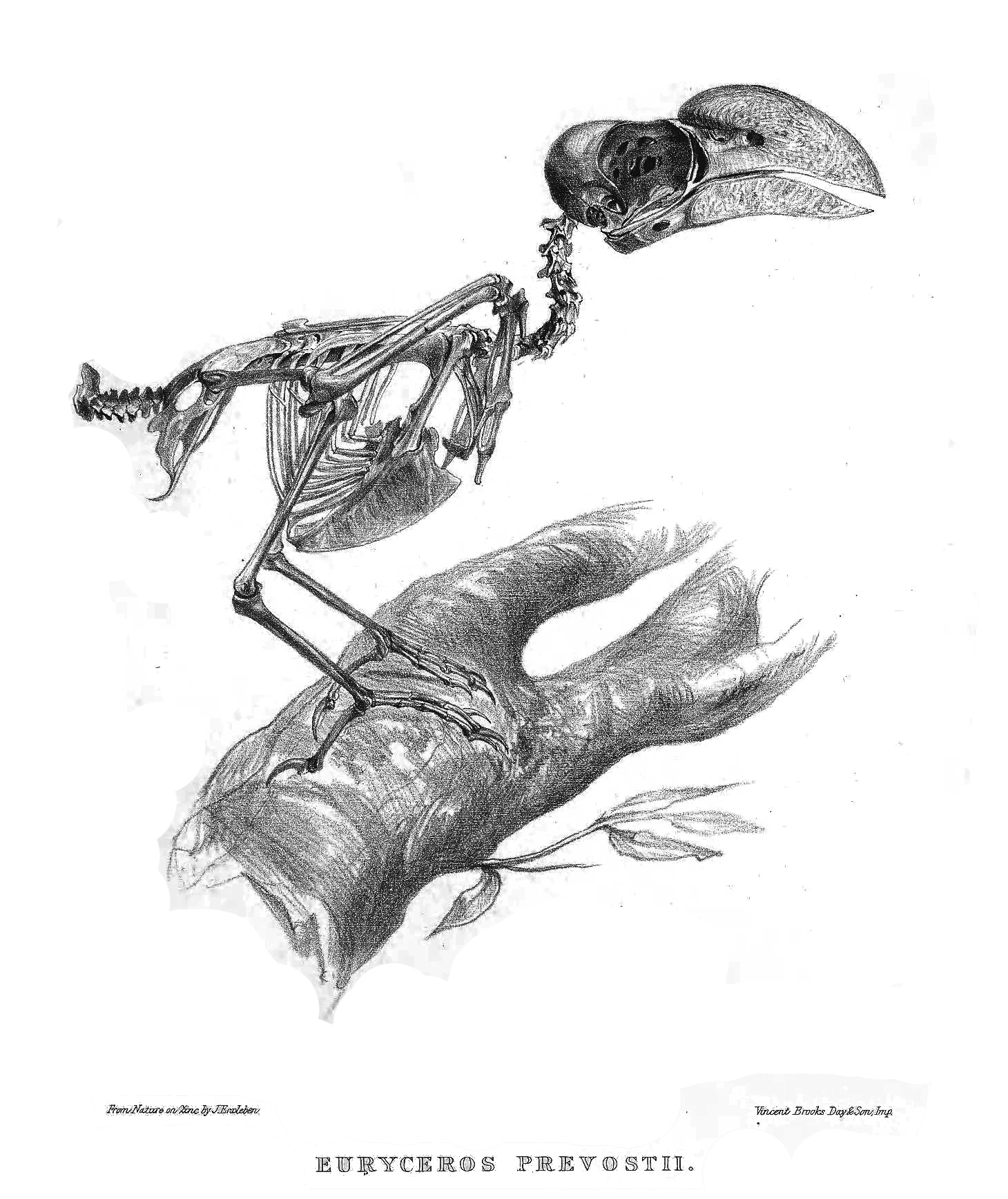
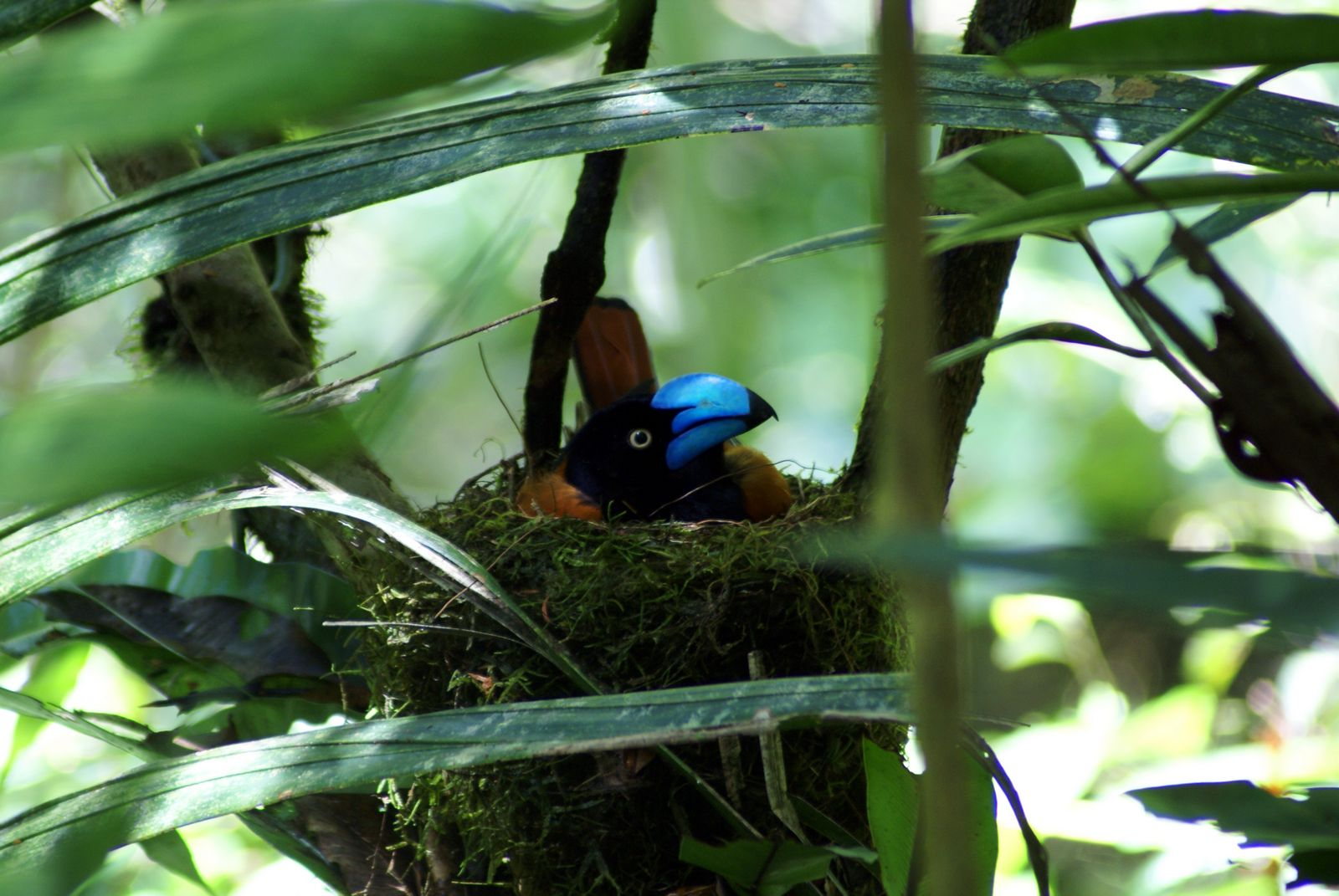
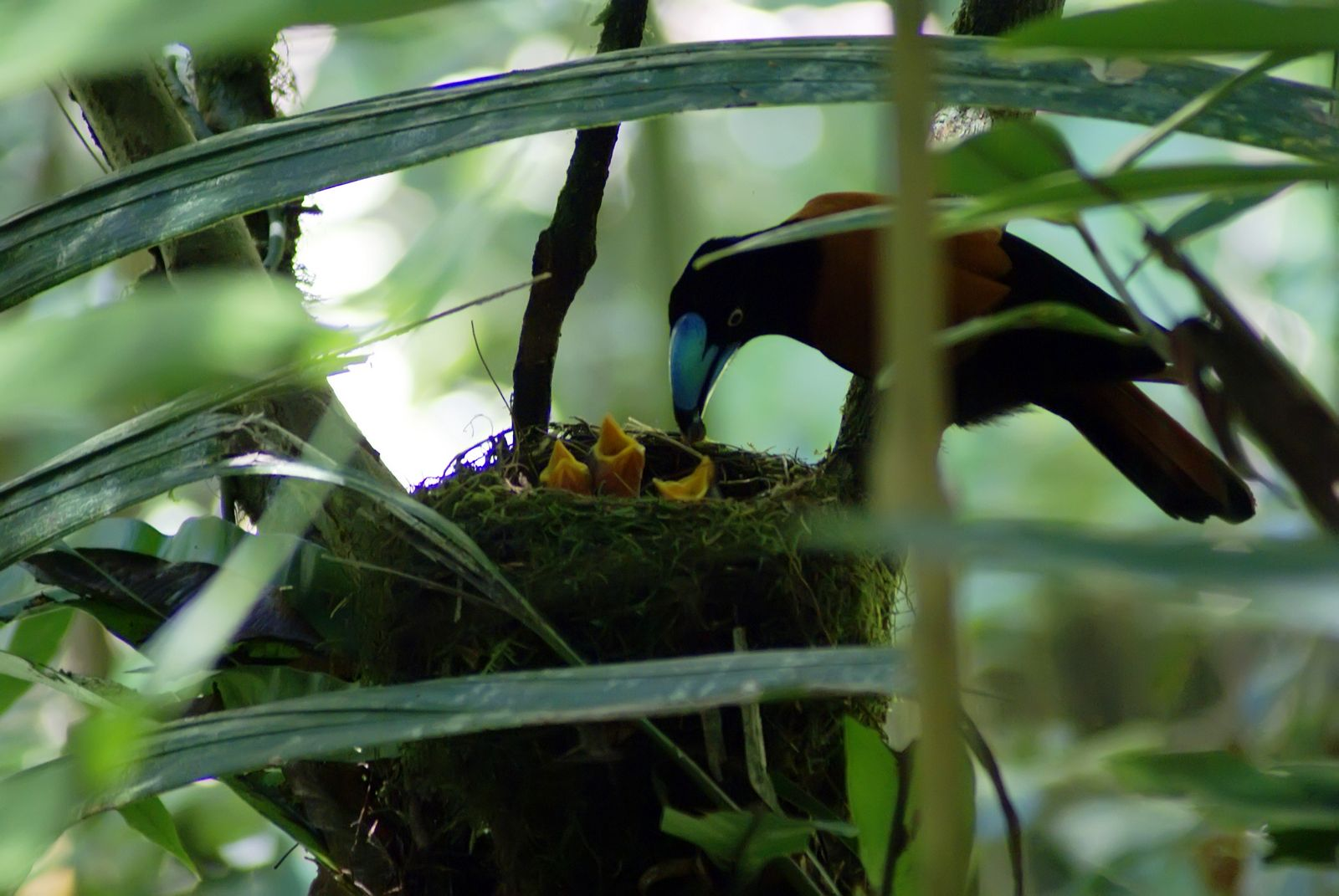